# Modern Music (Brad Mehldau-album)
Modern Music från 2011 är ett duoalbum med pianisterna Brad Mehldau och Kevin Hays. Man spelar musik komponerad och arrangerad av Patrick Zimmerli.

## Låtlista
Musiken är komponerad av Patrick Zimmerli om inget annat anges.
1. Crazy Quilt – 6:22
2. Unrequited (Brad Mehldau) – 6:25
3. Generatrix – 5:12
4. Celtic Folk Melody – 2:57
5. Excerpt from Music for 18 Musicians (Steve Reich) – 5:18
6. Lonely Woman (Ornette Coleman) – 6:28
7. Modern Music (Kevin Hays) – 5:00
8. Elegia (Philip Glass) – 6:20
9. Excerpt from String Quartet No. 5 – 3:46

## Medverkande
- Brad Mehldau – piano
- Kevin Hays – piano